# Frederick Gerard Peake
Frederick Gerard Peake, aussi appelé Peake Pasha, né en 1886 et mort en 1970, est un officier britannique, fondateur de la Légion arabe, qu’il commande de sa création en 1920 à sa retraite en 1939.

## Biographie
Frederick Gerard Peake est né en 1886. Après sa scolarité à l’école publique, il intègre l’Académie royale militaire de Sandhurst puis reçoit un commandement dans le Duke of Wellington's Regiment. D’abord posté en Angleterre, il est ensuite envoyé en Inde en 1906 puis en Égypte en 1913. À son grand déplaisir, il ne participe à aucune action majeure pendant la Première Guerre mondiale, si ce n’est à l’expédition du Darfour en 1915. Pendant le conflit, il profite d’une permission de cinq mois pour se rendre à Thessalonique, où il se porte volontaire comme observateur dans le Royal Flying Corps. Il rejoint ensuite en avril 1918 l’Egyptian Camel Corps et est intégré dans l’Armée arabe de Fayçal, qui opère alors en Transjordanie.
Après la guerre, Peake est envoyé en 1920 en Transjordanie, avec pour mission de consolider les forces de sécurité locales. Il fonde alors la Légion arabe, dont il devient le premier commandant. Dans les années qui suivent, il s’occupe de renforcer la police et l’armée naissantes, mais après 1927 et l’accord anglo-jordanien laissant la conduite de la politique extérieure au Britanniques, il s’occupe également de l’administration intérieure. Il fait ainsi restaurer l’ancienne voie romaine entre Aqaba et Amman pour faciliter la circulation, puis il reconstruit de même les anciens réseaux d’irrigation de l’époque romaine, permettant d’augmenter considérablement la production alimentaire.
Ces actions permettent à la Jordanie de bénéficier à ses débuts de la stabilité et sécurité intérieure, et de là d’une importante prospérité. Très apprécié de la population locale et de l’émir Abdallah, son départ après sa retraite en 1939 donne lieu à de grandes cérémonies. Dans ses dernières années, il écrit plusieurs ouvrages, notamment The History and Tribes of Jordan. Il meurt en 1970.